# Benjamin Albagli
Benjamin Albagli (Paris, 15 de março de 1910 - 22 de maio de 1986) foi um médico francês que atuou no Brasil, laureado pela Sociedade de Medicina e Cirurgia e pela Academia Nacional de Medicina.

## Biografia
Benjamin Albagli nasceu em Paris no dia 15 de março de 1910, filho de Alberto Albagli e Suzana Albagli. Já no Brasil, cursou medicina na Faculdade da Bahia, em 1933. Publicou 42 trabalhos no Brasil e no exterior.